# Галкина, Наталья Николаевна
Наталья Николаевна Галкина (род. 11 августа 1973, Джамбул) — советская, российская и казахстанская ватерполистка, игрок сборной России и сборной Казахстана.

## Карьера
В десятилетнем возрасте начала заниматься плаванием в Джамбуле, а в 1987 году перешла на отделение водного поло, открытое приехавшим в город А. А. Крюковым.
Спустя некоторое время команда Джамбула уже ездила на чемпионаты и Кубки СССР.
На первом для советской сборной международном турнире в Риме Наталья, представлявшая горьковский «Салют», вносит неоценимый вклад в победу, забив два решающих гола в финале против гречанок.
На Кубке Канады, который состоялся в 1991 году, Галкина вошла в состав звездной сборной мира. А на кубке мира в 1993 году признана лучшим игроком мира.
Мастер спорта международного класса по водному поло.
Чемпионка СССР и России.
Участница 4-х чемпионатов мира и Олимпиады в Сиднее.
В составе сборной Казахстана участвовала в летних Олимпийских играх 2000 года, где казахстанки стали шестыми.
На чемпионате мира 2003 года сборная Казахстана была лишь 13-й.

## Тренерская работа
После окончания игровой карьеры — на тренерской работе. Создав с нуля ватерпольную детскую спортивную школу в Астане, за несколько лет вывела её в лидеры казахстанского водного поло. Была старшим тренером мужской сборной Астаны по водному поло, на основе которой была создана ватерпольная команда «Астана».
В 2004 году закончила Алматинский физкультурный институт по специальности тренер-преподаватель. Также является официальным судьей ФИНА (свидетельство получено в 2013 году).